# Rivers
Rivers is een Nigeriaanse staat. De hoofdstad is Port Harcourt, de staat heeft 5.969.467 inwoners (2007) en een oppervlakte van 11.077 km².

## Geografie
Rivers is gelegen in het hart van de Nigerdelta, in het zuidoosten van Nigeria.
Andere belangrijke steden zijn, naast de hoofdstad Port Harcourt, de historische stad Ahoada en het zuidelijk gelegen Bonny, waar de Golf van Bonny naar is vernoemd.

## Lokale bestuurseenheden
De staat is verdeeld in 23 lokale bestuurseenheden (Local Government Areas of LGA's).
Dit zijn:
| - Abua-Odual - Ahoada-East - Ahoada-West - Akuku-Toru - Andoni - Asari-Toru - Bonny - Degema - Eleme - Emuoha - Etche - Gokana |  | - Ikwere - Khana - Obio/Akpor - Ogba/Egbema/Ndoni - Ogo-Bolo - Okrika - Omumma - Opobo/Nkoro - Oyigbo - Port-Harcourt - Tai |